# Òptica geomètrica
L'òptica geomètrica és la part de l'òptica que considera la llum com un raig lluminós que es propaga en línia recta i que caracteritza els medis a través dels quals es propaga mitjançant l'índex de refracció ({\displaystyle n}). El seu objectiu principal és determinar les trajectòries de la llum a través de diversos medis.
En l'òptica geomètrica es prescindeix dels fenòmens ondulatoris de la llum, que equival a considerar l'aproximació següent:
Es pot considerar que l'òptica geomètrica es deriva completament d'un sol postulat: el principi de Fermat.
L'òptica geomètrica determina que els rajos lluminosos actuïn sota els supòsits següents:
- Es propaguen en trajectòries rectilínies a mesura que es mouen en un mitjà homogeni.
- Es corben, i en circumstàncies particulars poden dividir-se en dos, en la interacció entre dos medis diferents.
- Segueixen trajectòries curvilínies en mitjans en què l'índex de refracció canvia.
- Poden ser absorbides o reflectides.

L'òptica geomètrica no té en compte certs efectes òptics com la difracció o la interferència. Aquesta simplificació és útil a la pràctica; és una excel·lent aproximació quan la longitud d'ona és petita comparada amb la mida de l'estructura amb què la llum interactua. Les tècniques són particularment útils en la descripció dels aspectes geomètrics de la formació d'imatges, incloent-hi aberracions òptiques.

## Definició
Un raig de llum és una línia o una corba que és perpendicular als fronts d'ona de la llum (i per tant és colineal amb el vector d'ona).
A través del principi de Fermat es va obtenir una definició més rigorosa del raig lluminós. Aquest, estableix que la trajectòria que segueix una raig lluminós entre dos punts és la trajectòria de menor duració.
Sovint, l'òptica geomètrica es simplifica mitjançant l'aproximació paraxial. Llavors, el comportament matemàtic esdevé lineal, permetent que els components i sistemes òptics es descriguin per matrius simples. Això condueix a les tècniques de l'òptica de Gauss i el traçat de raigs paraxials, que s'utilitzen per trobar propietats bàsiques dels sistemes òptics, com ara les posicions i augments de les imatges i els objectes aproximats.

## Reflexió
Les superfícies brillants, com els miralls, reflecteixen la llum d'una manera senzilla o previsible. Amb tals superfícies, la direcció del raig reflectit es determina per l'angle que el raig incident forma amb la normal de la superfície, una línia perpendicular a la superfície en el punt en què el raig hi impacta. Els raigs incidents i els reflectits es troben en un únic pla, i l'angle entre el raig reflectit i la normal de la superfície és el mateix que entre el raig incident i la normal. Això es coneix com la llei de reflexió.
Per miralls plans, la llei de reflexió implica que les imatges dels objectes han d'estar en posició vertical i a la mateixa distància darrere del mirall com els objectes que estan davant del mirall. La mida de la imatge és la mateixa que la mida de l'objecte. (L'augment d'un mirall pla és igual a 1). La llei també implica que les imatges de mirall són de paritat invertida, que es percep com una inversió esquerra-dreta.
Els miralls amb superfícies corbes poden ser modelats mitjançant el traçat de raigs i l'ús de la llei de reflexió en cada punt sobre la superfície. Per miralls amb superfícies parabòliques, els raigs paral·lels incidents en el mirall produeixen rajos reflectits que convergeixen en un focus comú. Altres superfícies corbes també poden enfocar la llum, però amb aberracions degudes a la seva forma divergent. En particular, els miralls esfèrics exhibeixen aberracions esfèriques. Els miralls corbs poden formar imatges amb augments més grans o més petits que 1, i la imatge pot ser vertical o invertida. Una imatge vertical formada per la reflexió en un mirall és sempre virtual, mentre que una imatge invertida és real i pot ser projectada en una pantalla.

## Refracció
La refracció es dona quan la llum viatja a través d'una àrea d'espai que presenta un índex de refracció canviant. El cas més simple de refracció el trobem quan hi ha una intersecció entre un medi uniforme amb un índex de refracció {\displaystyle n_{1}}i un altre medi amb un índex de refracció {\displaystyle n_{2}}. En cada situació, llei de Snell descriu la desviació resultant del raig lluminós:
{\displaystyle n_{1}\sin \theta _{1}=n_{2}\sin \theta _{2}\ }
en què {\displaystyle \theta _{1}} i {\displaystyle \theta _{2}} són els angles entre la normal i les ones incidents i refractides, respectivament. Aquest fenomen també està associat a la velocitat canviant de la llum que implica:{\displaystyle v_{1}\sin \theta _{2}\ =v_{2}\sin \theta _{1}}
https://wikimedia.org/api/rest_v1/media/math/render/svg/67f709b46fbb8d6fd025424b4c93af66f9e2b2ef
en què {\displaystyle v_{1}} i {\displaystyle v_{2}} són les velocitats d'ona en els respectius medis.
Diverses conseqüències de la llei de Snell expliquen el fet que per rajos lluminosos que viatgen des d'un material amb un alt índex de refracció cap a un altre amb un baix índex de refracció, és possible que la interacció amb la intersecció resulti de transmissió zero. Aquest fenomen es coneix com a reflexió total i es fa servir en fibra òptica. Com els senyals de llum viatgen a través d'un cable de fibra òptica, se sotmet a la reflexió total interna que permet, essencialment, que no es perdi llum en tota la longitud del cable. També és possible produir els raigs de llum polaritzada utilitzant una combinació de reflexió i refracció: quan es dona que un raig refractat i el raig reflectit per un angle recte, el raig reflectit té la propietat de "polarització plana". L'angle d'incidència requerit per a un escenari d'aquest tipus es coneix com l'angle de Brewster.
La llei de Snell es pot utilitzar per predir la desviació dels raigs de llum al seu pas per "medis lineals", sempre que els índexs de refracció i la geometria dels medis siguin coneguts. Per exemple, la propagació de la llum a través d'un prisma resultata en un raig de llum que es desvia en funció de la forma i orientació del prisma. A més, atès que diferents freqüències de la llum tenen diferents índexs de refracció en la majoria dels materials, la refracció es pot utilitzar per produir un espectre de dispersió que apareix com un arc de Sant Martí. El descobriment d'aquest fenomen, quan la llum passa a través d'un prisma s'atribueix a Isaac Newton.
Alguns medis tenen un índex de refracció que varia gradualment amb la posició i, per tant, els raigs de llum es corben a través del medi en comptes de viatjar en línia recta. Aquest efecte és el responsable de miratges en dies calorosos on l'índex de canvi de refracció de l'aire fa que els raigs de llum es dobleguin creaant l'aparició de reflexions especulars en la distància (com en la superfície d'una piscina). Un material que té un índex de refracció variable s'anomena un material d'índex gradient (GRIN) i té moltes propietats utilitzades en les noves tecnologies d'escaneig òptic que inclouen fotocopiadores i escàners.
Un dispositiu que produeix raigs lluminosos convergents o divergents a causa de la refracció es coneix com una lent. Les lents primes produeixen punts focals a cada costat que poden ser modelats utilitzant l'equació de les lents. En general, hi ha dos tipus de lents: lents convexes, que causen raigs de llum paral·lels per convergir, i lents còncaves, que causen raigs de llum paral·lels per divergir. La predicció detallada de com les imatges són produïdes per aquestes lents es pot fer utilitzant traçats de raigs similars als dels miralls corbs. De manera similar als miralls corbs, les lents primes segueixen una equació simple que determina la ubicació de les imatges donades una longitud focal particular ({\displaystyle f}) i la distància de l'objecte ({\displaystyle S_{1}}):
{\displaystyle {\frac {1}{S_{1}}}+{\frac {1}{S_{2}}}={\frac {1}{f}}} https://wikimedia.org/api/rest_v1/media/math/render/svg/3d5471b983b47c062376f96c793d2a5fb8b04761
on https://wikimedia.org/api/rest_v1/media/math/render/svg/1143e284d5f25cef778ab482edf6617a523ddd9f és la distància associada amb la imatge i es considera, per convenció, a ser negatiu si lent i objecte estan en el mateix costat i positiu si estan en costats oposats. La distància focal f es considera negativa per a les lents còncaves.
L'ampliació de les lents ve donada per:{\displaystyle M=-{\frac {S_{2}}{S_{1}}}={\frac {f}{f-S_{1}}}}
https://wikimedia.org/api/rest_v1/media/math/render/svg/9ba81b22aed933e15e889507aa5b4a3f5d6bc0fd
on es dona el signe negatiu, per convenció, per indicar un objecte en posició vertical per a valors positius i un objecte invertit per als valors negatius. Igual que en els miralls, les imatges verticals produïdes per les lents individuals són virtuals mentre que les imatges invertides són reals.
Les lents pateixen d'aberracions que distorsionen les imatges i els punts focals. Aquests es deuen tant a les imperfeccions geomètriques com als índexs de refracció canviants per diferents longituds d'ona de la llum (aberració cromàtica).

## Propagació de la llum
En l'òptica geomètrica, la llum es propaga com una línia recta a una velocitat aproximada de 3 * 108 m/s. La naturalesa ondulatòria de la llum pot ser menyspreada pel fet que aquí la llum és com un raig lineal de partícules que poden topar i, depenent del medi, es pot conèixer quin és el seu camí a seguir. Aquests raigs poden ser absorbits, reflectits o desviats seguint les lleis de la mecànica.